# 安井邦彦
安井 邦彦（やすい くにひこ、1960年12月12日 - ）は、日本の俳優、声優。愛知県名古屋市出身。

## 略歴
日本大学芸術学部卒業。
以前は81プロデュースに所属していた。

## 人物
趣味は写真撮影、オートバイ、音楽鑑賞、ウォーキング。特技は剣道、ギター。
SNKおよびSNKプレイモアの格闘ゲーム『ザ・キング・オブ・ファイターズ』の八神庵役で知られる。同ゲームシリーズ関係のイベントに八神庵のライバルキャラクターである草薙京役の野中政宏らと共にしばしば出演し、プライベートでも仲の良い間柄である。
2006年に死去した曽我部和恭がかつて演じた『破裏拳ポリマー』のポリマー役を、『タツノコ VS. CAPCOM CROSS GENERATION OF HEROES』にて演じた。
舞台ではリリパットアーミーIIなどの舞台に客演している。

## 出演
太字はメインキャラクター。

### テレビアニメ
1990年
- ガジェット警部

1994年
- カラオケ戦士マイク次郎（ガンス）
- 銀河戦国群雄伝ライ（戦術情報官、レーダー手）
- モンタナ・ジョーンズ

1995年
- 魔法陣グルグル（村人、司会者）
- マクロス7（医師）
- あずきちゃん（1995年 - 1998年、あずさの父〈野山正〉） - 3シリーズ
- 愛天使伝説ウェディングピーチ（新郎）
- ヤンボウ ニンボウ トンボウ（子分、のんびり村人 他）
- モジャ公（マネークレクレ）

1996年
- バケツでごはん（リヒャルト、セージ）
- 機動新世紀ガンダムX（ルクス・ハノマアク）
- 超者ライディーン（機動隊員）
- 機動戦艦ナデシコ（1996年 - 1997年、総司令官、草壁春樹）
- 家なき子レミ（船長）
- 魔法少女プリティサミー（敏八）

1997年
- マスターモスキートン'99（ドラゴン）
- クレヨンしんちゃん（係員）

1998年
- 異次元の世界エルハザード（チャービル）
- 星方武侠アウトロースター（ゾンバ）
- Bビーダマン爆外伝（1998年 - 1999年、ヒリュー、ドラーケン、リッチボン、デビルスリンガー、モニターアナウンス）- 2シリーズ
- TRIGUN（ディック）
- 頭文字D（弘道）
- カードキャプターさくら
- ガサラキ（1998年 - 1999年、速川保）
- 鉄コミュニケイション（ハルカの父）
- バブルガムクライシス TOKYO 2040（ケイン、ビル 他）
- 名探偵コナン（1998年 - 2021年、賢二、白川紀之、道場宣和、井上、寅倉岸治、馬山峰人、江ノ島章）

1999年
- 星方天使エンジェルリンクス（ウーノ）
- KAIKANフレーズ（愛音の父、ディレクター）
- ゾイド -ZOIDS-（1999年 - 2000年、レオン）

2000年
- マシュランボー（グランリュウマ）
- ワイルドアームズ トワイライトヴェノム（賞金稼ぎA）
- 妖しのセレス（妖の父）
- だぁ!だぁ!だぁ!（鹿田）
- 週刊ストーリーランド（男性社員B）
- キョロちゃん（ガイコツ船長）

2001年
- グラップラー刃牙（烈海王）
- サラリーマン金太郎（椎名崇）
- 地球少女アルジュナ（副官A）
- パラッパラッパー（パラッパのパパ）
- HELLSING（トレヴェリアン）
- X -エックス-（颯姫の父）

2002年
- とっとこハム太郎（駐在さん）

2003年
- ストラトス・フォー（広報官）
- 明日のナージャ（ラルフ）

2004年
- 魁!!クロマティ高校（ナレーション）
- MONSTER（男）
- 鉄人28号（第4作）（銀次）

2005年
- まじかるカナン（ジュバンチッチ）
- スターシップ・オペレーターズ（リカルド・ファレス）
- ゾイドジェネシス（ムサ）
- 奥さまは魔法少女（丹羽和樹）

2006年
- NARUTO -ナルト-（2006年 - 2010年、ヨタカ、ガメル） - 2シリーズ
- ツバサ・クロニクル（倶摩羅）
- 恋する天使アンジェリーク〜心のめざめる時〜（アナン）

2007年
- CLAYMORE（パリオ司祭）
- 流星のロックマン（ペガサス・マジック）
- ケロロ軍曹（ギルル）
- D.Gray-man（黒の教団・室長A）
- 逆境無頼カイジ（2007年 - 2011年、店長、司会者、中年客） - 2シリーズ

2008年
- 秘密 〜The Revelation〜（龍宮京也）
- 図書館戦争（淵上）
- ONE OUTS -ワンナウツ-（2008年 - 2009年、秘書、主審）
- ゴルゴ13（ダニー）

2009年
- 蒼天航路（文官A）
- エレメントハンター（2009年 - 2010年、ゼロ副大統領）
- 青い文学シリーズ「蜘蛛の糸・地獄変」（商人）

2010年
- MAJOR 6th season（審判）

2011年
- ダンタリアンの書架（フットマン）

2013年
- サーバント×サービス（上司）
- 進撃の巨人（教師）
- ファイ・ブレイン 神のパズル（ジョー）

2016年
- 名探偵コナン エピソード“ONE” 小さくなった名探偵（バーに現れた男）

2018年
- Fate/EXTRA Last Encore（バーサーカー / 李書文）

2021年
- ゲッターロボ アーク（シュワルツコフ）

### 劇場アニメ
- マクロスプラス MOVIE EDITION（1995年）
- あずきちゃん（1995年、あずきの父[10]）
- 機動戦艦ナデシコ -The prince of darkness-（1998年、草壁春樹）
- The AURORA 海のオーロラ（2000年、原田マサト[11]）

### OVA
1986年
- 装鬼兵MDガイスト（兵士達）

1989年
- アーシアン（コンピューター）

1993年
- 超時空世紀オーガス02（近衛騎兵大尉）
- 特捜戦車隊ドミニオン

1994年
- 青空少女隊（管制官）
- GATCHAMAN（ギャラクター隊員）
- 新・キューティーハニー（モンスター）
- 幽幻怪社（側近B）

1995年
- アイドルプロジェクト
- 美少女遊撃隊バトルスキッパー（警官B）

1996年
- 覚悟のススメ（ボルト）
- サンクチュアリ
- 新海底軍艦（アナウンサー）
- 新破裏拳ポリマー（鬼河原勇）

1997年
- 工業哀歌バレーボーイズ（吹上）
- 超光速グランドール（天城浩一）
- マクロス ダイナマイト7（パトロール隊隊長）

1998年
- 支配者の黄昏 TWILIGHT OF THE DARK MASTER（蔵座英次）
- 真ゲッターロボ 世界最後の日（シュワルツ）
- 魔界転生（由井正雪）

2001年
- マリンとヤマト 不思議な日曜日（伸彦）

2011年
- SUPERNATURAL: THE ANIMATION（ザック・エバンス）

### Webアニメ
- The King of Fighters: Another Day（2005年、八神庵）
- Fate/Grand Order 藤丸立香はわからない（2023年、李書文、ダレイオス三世、エイリーク・ブラッドアクス） - 1シリーズ + 特別編[一覧 5]

### ゲーム
1995年
- ザ・キング・オブ・ファイターズ シリーズ（1995年 - 2010年、八神庵 / ツキノヨルオロチノチニクルフイオリ / 炎を取り戻した庵） - 21作品

1996年
- ワイルドアームズ（ザック・ヴァン・ブレイス）

1997年
- 覚悟のススメ（ボルト）
- 真説サムライスピリッツ 武士道烈伝（サンゼルマン伯爵）
- 超光速グランドール（父）
- ラングリッサーIV（ランフォード将軍）

1998年
- 機動戦艦ナデシコ The blank of 3years（草壁春樹）
- サンパギータ（警官）
- スレイヤーズろいやる2（ロベルト）
- ラングリッサーV 〜The End of Legend〜（ランフォード）

1999年
- サムライスピリッツ新章 〜剣客異聞録 甦りし蒼紅の刃〜（榊銃士浪）

2000年
- CAPCOM VS. SNKシリーズ（2000年 - 2001年、八神庵 / ツキノヨルオロチノチニクルフイオリ） - 3作品

2001年
- Forget me not -パレット-（シアノス・B・シアン）

2002年
- スーパーロボット大戦IMPACT（草壁春樹）
- 第2次スーパーロボット大戦α（連邦軍艦長）

2003年
- SNK VS. CAPCOM SVC CHAOS（八神庵 / ツキノヨルオロチノチニクルフイオリ）
- 大正もののけ異聞録（鴨居俊祐）

2004年
- スーパーロボット大戦MX（草壁春樹）
- スーパーロボット大戦GC / XO（2004年 - 2006年、ジオン軍士官、グラドス軍士官） - 2作品

2005年
- 戦神 -いくさがみ-（上杉謙信）
- コード・エイジ コマンダーズ〜継ぐ者 継がれる者〜（アルヴィン博士 / ランドスケープ）
- スーパーロボット大戦MX ポータブル（草壁春樹）
- 第3次スーパーロボット大戦α 終焉の銀河へ
- ゾイドフルメタルクラッシュ（グローリエ）
- ネオジオバトルコロシアム（八神庵）

2006年
- GALAXY ANGEL II 絶対領域の扉（モルデン）

2007年
- GALAXY ANGEL II 無限回廊の鍵（モルデン）
- マブラヴ オルタネイティヴ トータル・イクリプス（戦術機開発局部長）
- ロックマンゼクス アドベント（ローズパーク）

2008年
- タツノコ VS. CAPCOM CROSS GENERATION OF HEROES（ポリマー）

2009年
- GALAXY ANGEL II 永劫回帰の刻（モルデン・ベーグル）

2010年
- Fate/EXTRA（アサシン〈李書文〉、バーサーカー〈呂布奉先〉）

2011年
- スライ・クーパー コレクション（クロックヴェルク）

2012年
- アスラズ ラース（陰法師、エキストラ）
- 第2次スーパーロボット大戦Z 再世篇（シュワルツ）
- 龍が如く5 夢、叶えし者

2013年
- スーパーロボット大戦Operation Extend

2015年
- スーパーロボット大戦BX（草壁春樹）
- Fate/Grand Order（2015年 - 2025年、呂布奉先、ダレイオス三世、エイリーク・ブラッドアクス、ヘクトール、李書文）

2016年
- Fate/EXTELLA（2016年 - 2018年、呂布奉先、李書文、ダレイオス三世） - 2作品
- THE KING OF FIGHTERS '98ULTIMATE MATCH Online（八神庵）

2017年
- さんぽけ〜三国志大戦ぽけっと〜（呂布奉先）

2023年
- スーパーロボット大戦DD（草壁春樹）
- Fate/Samurai Remnant（逸れのアサシン / 李書文）

2025年
- Fate/EXTRA Record（李書文、呂布奉先）

### ドラマCD
- 青空少女隊（隊員）
- Weiß kreuz Dramatic Collection III Kaleidoscope Memory（キミヒコ）
- 英雄伝説IV 朱紅い雫（バスター）
- 彼方から Vol.1（バラゴ）
- CLAMP学園放送部（藍晶ランショウ）
- 新機動戦記ガンダムW BLIND TARGET（ラルフ・カート）
- ワイルドアームズ（ザック・ヴァン・ブレイス）
- ハーメルンのバイオリン弾き Vol.1（リザードA）
- 遙かなる時空の中で 舞一夜（雅楽頭）
- 八神庵 オリジナルドラマ 夕日と月〜プロローグ〜（八神庵、内なる声）
- 八雲立つ 怨殺風陣・ラジオドラマ殺人事件（獄門霊）
- レジェンド・オブ・クリスタニア はじまりの冒険者たち（バリー）

### BLCD
- 葵二葉/紅三葉（招待客A）
- ウルトラ・パニック（剣持新之助）
- 神様はイジワルじゃない（館野涼）
- 恋しくて（波多野武志）
- TOMOI2（モーガン）
- 富士見二丁目交響楽団（桐ノ院圭）※ソニー版
- 本気（マジ）で欲しけりゃモノにしろ!〜伝心パスワード〜（多田征一郎）
- 龍は微睡む（マクシミリアン）

### 吹き替え

#### 俳優
- ジョン・コーベット
  - ゴースト・ハウス（ジョン・パウエル）※DVD版
  - セックス・アンド・ザ・シティ（エイダン・ショウ）
    - セックス・アンド・ザ・シティ2
    - AND JUST LIKE THAT... / セックス・アンド・ザ・シティ新章 シーズン2

  - トラブル IN ベガス（マイルス・テイラー）

#### 映画
- アイス・ストーム（ジョージ・クレア〈ヘンリー・ツェニー〉）
- アイリス（老モーリス〈サミュエル・ウェスト〉）
- 悪魔たち、天使たち
- アトランティック・プロジェクト（アーロン・カーペンター〈ディラン・ウォルシュ〉）
- あなたのために（フォーニー〈ジェームズ・フレイン〉）
- アメリカン・プレジデント
- I Want You〜あなたが欲しい（ボブ〈ベン・ダニエルズ〉）
- ALI アリ（エスクリッジ〈ジョー・モートン〉）
- 今そこにある危機（メンバー2）※ソフト版
- インサイダー（マーク・スターン）※ソフト版
- インデペンデンス・デイ（アレックス、大統領補佐官、側近、アナウンサー、レポーター 他）※ソフト版
- エクスカリバーII 伝説の聖杯（ウェストン〈ガーウィン・サンフォード〉）
- オデッセイ2001（タワー大尉〈ブライアン・トンプソン〉）
- カサノバ
- カットスロート・アイランド（グラスプール〈スタン・ショウ〉）※フジテレビ版
- キングコング ※テレビ朝日新版
- クライマー（ロバート・フェルナウ〈トーマス・クレッチマン〉）
- クロスゲージ
- GODZILLA ※日本テレビ版
- コレクター（カイル・グレイグ〈ジェイ・O・サンダース〉）※ソフト版
- コン・エアー（ベイビー・オー〈ミケルティ・ウィリアムソン〉）※ソフト版
- ザ・エージェント（フランク〈ジェリー・オコンネル〉）※日本テレビ版
- ザ・ロック（ピーターソン将軍〈ジョン・ラフリン〉）※日本テレビ版
- 死の標的（チコ）※テレビ朝日版
- シシリアン 虐殺の地（ルーゼンバーグ〈エドワード・ハーマン〉）
- シャドー・ウォリアーズ/地獄の要塞（デレク〈マイク・ホワイト〉）
- シャドウ・オブ・ヴァンパイア（フリッツ〈ケイリー・エルウィス〉）
- 上海グランド（ホイ・マンキョン〈レスリー・チャン〉）
- シュリ ※ソフト版
- スコーピオン（フランクリン〈ボキーム・ウッドバイン〉）
- スウェプト・アウェイ（マイケル〈デヴィッド・ソーントン〉）
- スターシップ・トゥルーパーズ ※ソフト版
- スターゲイト ※フジテレビ版
- スタートレック ジェネレーションズ ※ソフト版
- スズメバチ（ジョヴァンニ〈ヴァレリオ・マスタンドレア〉）※ソフト版
- スネーク・アイズ（ギルバート・パウエル〈ジョン・ハード〉[17]）※DVD/VHS版
- スペシャリスト ※ソフト版
- すべては愛のために（エリオット・ハウザー〈ノア・エメリッヒ〉）
- スポーン（グレン・ウェッブ〈マイケル・パパジョン〉）
- SET IT OFF
- ソルジャー（ルブリック少尉）※ソフト版
- ソード・オブ・ザ・ファンタジー 勇者と聖なる剣（ルーク〈アーノルド・ヴォスルー〉）
- ターミナル（空港職員）※ソフト版
- 007/美しき獲物たち（スカーピン〈パトリック・ボーショー〉）※DVD・BD版
- 沈黙の戦艦（グリーン少佐）※テレビ朝日版
- デイブは宇宙船（ドクター）
- テキサス・レンジャーズ（エド・シムズ〈ヴィンセント・スパーノ〉）
- デス・ゲーム2025（ロニー・ヴァンス〈デビッド・ケイ〉）
- デトネーター ※テレビ東京版
- トーマス・クラウン・アフェアー（ハインリヒ・ヌーツォン〈マーク・マーゴリス〉）※フジテレビ版
- バッド・ガールズ（オブレイディ〈ニック・チンランド〉）※ソフト版
- パイレーツ・ロック（ギャヴィン〈リス・エヴァンズ〉）
- パズル（マックス〈ジェームズ・ルッソ〉）
- バードケージ ※ソフト版
- バーブ・ワイヤー/ブロンド美女戦記（プライザー大佐〈スティーヴ・レイルズバック〉）
- ハロウィンH20（ロニー〈LL・クール・J〉）
- バンディッツ（ダリル・ミラー〈ブライアン・F・オバーン〉）※日本テレビ版
- 非情のレクイエム（トマス〈マッシモ・ジーニ〉）
- フィオナが恋していた頃（エディ・シャープ〈ジョン・キューザック〉）
- プライベート・ライアン（カパーゾ二等兵〈ヴィン・ディーゼル〉）※テレビ朝日版
- ブラボー火星人2000
- 暴走特急（デヴィッド・トリリング大尉）※テレビ朝日版
- ボディガード（クライヴ〈ナサニエル・パーカー〉）※テレビ朝日版
- マキシマム・リスク ※ソフト版
- マトリックス（エージェント・ブラウン）※ソフト版
- マローン/黒い標的 ※テレビ東京版
- マングラー
- ミス・ダイヤモンド2 M:D-2（ペルツァー警部〈カイ・レントロッド〉）
- ミッション:インポッシブル/ゴースト・プロトコル
- 身代金 ※日本テレビ版
- ミラクル*ショー ハロルド・スミスに何が起こったか?（ピーター・ロビンソン〈スティーヴン・フライ〉）
- ユージュアル・サスペクツ ※ソフト版
- ユニバーサル・ソルジャー（ヒューイ・テイラー〈ジョセフ・マローン〉）※テレビ朝日版
- ライアー ライアー（ジェリー〈ケイリー・エルウィス〉）
- ラストパトロール（プレストン〈ドルフ・ラングレン〉）
- ライフ・イズ・ビューティフル（ロドルフォ〈アメリゴ・フォンターニ〉）※ソフト版
- レプリコーン/妖精伝説（ジェンティ〈スティーヴン・ムーア〉）
- レディ・イン・ザ・ウォーター（ミスター・デュリー〈ジェフリー・ライト〉）
- ロード・オブ・ザ・リングシリーズ（ハルディア〈グレイグ・パーカー〉）
  - ロード・オブ・ザ・リング
  - ロード・オブ・ザ・リング/二つの塔

#### テレビドラマ
- アリー my Love
- インターチェンジ（トム・クラニッヒ〈レネ・シュタインケ〉）
- あなたにムチュー（ウォーレン〈スティーブン・ライト〉）
- ER緊急救命室シリーズ（ドワイト・ザドロ〈モンテ・ラッセル〉、消防士2〈デレク・スティーヴン・プリンス〉 他）
- エレメンタリー3 ホームズ&ワトソン in NY（ケビン・エルペス）
- 宮廷女官チャングムの誓い #31（倭寇の判官）
- グッド・ワイフ（リチャード・チャタラム〈ボイド・ゲインズ〉、ペルキン、ダナウェイ判事〈カート・フラー〉）
- グッド・ファイト（ダナウェイ判事〈カート・フラー〉）
- 刑事ヴァランダー3 白夜の戦慄
- ケネディ家の人びと
- ザ・シールド ルール無用の警察バッジ（ジュリアン・ロウ〈マイケル・ジェイス〉）
- ザ・パシフィック
- シカゴホープ（ナレーター）
- シークエスト（カールトン〈ダン・ヒルデブランド〉）
- CSI:マイアミ
  - シーズン1 #10（ネッド・サンテ）
  - シーズン2 #6（トッド〈ディラン・ブルーノ〉）
- スタートレック:ディープ・スペース・ナイン（バライル・アントス / ヴェデク・バライル〈フィリップ・アングリム〉）※シーズン2以降
- スーパーナチュラル
- ダークスカイ（フィル・アルバノ〈コナー・オファレル〉）
- NUMBERS 天才数学者の事件ファイル シーズン4 #11（リチャード・テイラー〈ダミアン・ヤング〉）
- ハイスクール・ウルフ（ダーク・ストライケム〈ジョン・トッポール〉）
- 犯罪捜査官ネイビーファイル2（ファウラー）
- ビバリーヒルズ青春白書（グリフィン〈キャスパー・ヴァン・ディーン〉）
- フレンズ（ガンター〈ジェームズ・マイケル・タイラー〉）
- プロビデンス2（トミー〈マイケル・ランデス〉）
- ブルックリン74分署（ジャック・ロウリー巡査〈タイタス・ウェリヴァー〉）
- HOMELAND シーズン4 #2（ジョーダン・ハリス〈アダム・ゴドリー〉）
- 名探偵ポワロ アクロイド殺人事件（ドナルド、警官）※NHK版
- 名探偵モンク2
- THE MENTALIST/メンタリスト
  - シーズン3 #3（コールズ弁護士〈マイケル・B・シルヴァー〉）
  - シーズン4 #7（トム・ウィルコックス）
- PERSON of INTEREST 犯罪予知ユニット（ニコラス・ドネリーFBI特別捜査官〈ブレナン・ブラウン〉）
- 私はラブ・リーガル4

#### アニメ
- アルティメット・スパイダーマン（グリーンゴブリン / ノーマン・オズボーン）
  - アルティメットスパイダーマンVSシニスターシックス
- アラジンの大冒険（ジェマディーン、ゼナブ）
- X-MEN（テレビ東京版）（ショーン・キャシディ / バンシー）
- 怪盗カルメンサンディエゴ（ヒラリー）
- キャッツ&カンパニー（タビー、ネイルズ）
- ザ・バットマン（キャッシュ・タンケンソン）
- タンタンの冒険（ラジオ・アナ、駅員、リゾット 他）
- ティーン・タイタンズ（ワープ）
- トランスフォーマーシリーズ
  - 戦え!超ロボット生命体トランスフォーマー（スカイファイアー[18]）※TV未放映話
  - トランスフォーマー ザ・リバース（クロームドーム[19]、ロールバー[19]、ゴート[19]、フォートレスマキシマス[19]、ウイングスパン[19]）
- フィニアスとファーブ/ザ・ムービー
- ブーンドックス（トーマス〈トム〉・デュボア）
- ミュータント・タートルズ（テレビ東京版）（助手、コンピューター）
- 魔法の剣 キャメロット

### ラジオドラマ
- NHK-FM 青春アドベンチャー
  - スウィート・アンダーグラウンド（2002年、部下、救助隊）
  - スピリット・リング（2004年、アンブローズ、門番、ロジモの兵士、町の人々）

### 特撮
- 電磁戦隊メガレンジャー（1997年 - 1998年、ネジブラックの声）
- 劇場版 仮面ライダーアギト PROJECT G4（2001年、フォルミカ・ペデスの声）
- 獣拳戦隊ゲキレンジャー（2007年 - 2008年、五毒拳・臨獣スネーク拳ブラコの声、幻獣ケルベロス拳コウの声）
- 侍戦隊シンケンジャー（2009年、アヤカシ・ゴズナグモの声）

### ナレーション
- 筑紫哲也 News23（TBS、1989年10月2日 - 2008年3月28日）
- NHK人間講座「天才の栄光と挫折〜数学者列伝〜」（NHK総合、2001年）
- かきこみTV（NHK教育、2003年4月 - 2008年3月）
- ケイ山田の英国庭園便り（BS11、2007年12月 - 2008年）
- デジタル一番星（BS-TBS、2010年04月18日 - ）
- ニセ医者と呼ばれて 〜沖縄・最後の医介輔〜 ヒューマンドラマスペシャル（日本テレビ、2010年12月9日）
- 趣味の園芸（NHK教育、2011年4月 - ）
- 地球の目撃者「カナダ奇跡の海〜10億匹の大産卵!!いのちのドラマ」（テレビ朝日、2011年3月21日）
- 小倉・住吉のおスミつき!（BS-TBS、2012年4月12日 - 2013年3月25日）
- 歴史が変わる!?影武者列! 〜影武者 徳川家康見どころSP（テレビ東京、2014年1月1日）
- ヒストリーチャンネル ヨーロッパ古城散歩（BS-TBS）
- ふたり道 助手席のオキテ（BS日テレ）
- 『ドキュメント72時間』「日韓72時間 くらべちゃいましたSP」（NHK総合、2016年4月1日）

### ボイスオーバー
- NHKスペシャル（NHK総合）
- 衝撃の映像クラッシュ（TBS、1993年 - 2001年）
- 地球ドラマチック（NHK総合）
  - 「プレヒストリックパーク」（2006年）
  - 「目指せ! 最強のカンフースター」（2007年）
- BS世界のドキュメンタリー（NHK-BS1）
- ワールドニュースアワー（NHK-BS1）
- 日立 世界・ふしぎ発見!（TBS）
- BSマンガ夜話（NHK-BS2、第2回）

### ラジオ
- SUNSTAR MIDNIGHT HARBOUR（FM802、2011年4月 - 2012年8月）

### 映画
- 里山（2009年） - 語り

### 舞台
- 八神 庵LIVE!-ALONE-（1999年、八神庵）

### パチンコ・パチスロ
- シスタークエストII〜魔剣の騎士と白銀の巫女〜（トラジ）

### その他コンテンツ
- 『出口のない海』ガイドDVD/映画完成への熱き道のり
- 『HDL独習ソフトで学ぶ CQ Endeavor VHDL』ナレーション

### 音声ガイド
平常展示
- 京都国立博物館 平成館 名品ギャラリー
  - 通常版（2014年9月13日 - ）
  - ジュニア版（メタじい 役、2020年12月18日 - ）

- 元離宮二条城（2015年2月1日 - ）
- 福岡市博物館（2016年12月1日 - ）
- 東京国立近代美術館（2007年 - ）
- 堺市博物館（2019年 - ）

特別展
- 2006年
  - ロダンとカリエール展（国立西洋美術館） - ナレーター

- 2007年
  - 失われた文明 インカ・マヤ・アステカ展（国立科学博物館、神戸市立博物館、岡山デジタルミュージアム、福岡市美術館）
  - 化石が語る熱帯の海展（千葉県立中央博物館） - ナレーター

- 2008年
  - 21世紀の大発見 よみがえる黄金文明展（北海道立近代美術館、石川県立美術館、2008年 / 新潟伊勢丹アートホール、大丸ミュージアム東京、広島県立美術館、静岡県立美術館、福岡市博物館、2009年） - ナレーター

- 2009年
  - 奈良国立博物館 御即位二十年記念 第61回 正倉院展（奈良国立博物館） - ビギナー版、声優
  - 海のエジプト展 海底からよみがえる、古代都市アレクサンドリアの至宝（パシフィコ横浜） - ナレーター

- 2010年
  - 三菱一号館美術館開館記念展 マネとモダンパリ（三菱一号館美術館） - ナレーター
  - 大昆虫博（江戸東京博物館） - 声優
  - 三菱が夢見た美術館 岩崎家と三菱ゆかりのコレクション（三菱一号館美術館） - ナレーター
  - 第62回 正倉院展（奈良国立博物館） - 声優
  - ドガ展（横滨美術館） - ナレーター
  - カンディンスキーと青騎士展（三菱一号館美術館、2010年 / 愛知県美術館、兵庫県立美術館、山口県立美術館、2011年） - ナレーター

- 2011年
  - シュルレアリスム展 -パリ、ポンピドゥセンター所蔵作品による-（国立新美術館） - ナレーター
  - 天竺へ 〜三蔵法師3万キロの旅（奈良国立博物館） - ナレーター
  - 「トゥールーズ=ロートレック」展 三菱一号館美術館所蔵コレクション〈II〉（三菱一号館美術館） - 作品解説
  - 川西英コレクション収蔵記念展 夢二とともに（京都国立近代美術館） - ナレーター
  - 山種美術館創立45周年記念特別展 ザ・ベスト・オブ・山種コレクション（山種美術館） - ナレーター

- 2012年
  - ボストン美術館 日本美術の至宝（東京国立博物館 平成館、名古屋ボストン美術館、2012年 / 九州国立博物館、大阪市立美術館、2013年） - ナレーター
  - 開館30年記念特別展 南蛮美術の光と影 泰西王侯騎馬図屏風の謎（神戸市立博物館） - ナレーター
  - 大エルミタージュ美術館展 世紀の顔・西欧絵画の400年（国立新美術館、名古屋市美術館、京都市美術館） - ナレーター
  - マウリッツハイス美術館展2012 オランダ・フランドル絵画の至宝（東京都美術館、神戸市立博物館） - ナレーター
  - マリー・アントワネット物語展（名古屋市博物館、そごう美術館、愛媛県美術館、2012年 / 沖縄県立博物館・美術館、兵庫県立美術館、岡山シティミュージアム、2013年） - 作品解説 / ナレーター
  - ドビュッシー、音楽と美術 印象派と象徴派のあいだで（ブリヂストン美術館） - ナレーター
  - 東山魁夷展（北海道立近代美術館、宮城県美術館） - ナレーター
  - 国立トレチャコフ美術館所蔵 レーピン展（Bunkamura ザ・ミュージアム、浜松市美術館、2012年 / 姫路市立美術館、神奈川県立近代美術館〈葉山〉、2013年） - ナレーター
  - メトロポリタン美術館展 大地、海、空4000年の美への旅（東京都美術館） - 作品解説 / ナレーター

- 2013年
  - 山種美術館 琳派から日本画へ -和歌のこころ・絵のこころ-（山種美術館） - ナレーター
  - 特別展覧会 狩野山楽・山雪（京都国立博物館） - 作品解説
  - 百花繚乱 -花言葉・花図鑑-（山種美術館） - ナレーター
  - 生誕140年記念 川合玉堂-日本のふるさと・日本のこころ-（山種美術館） - ナレーター
  - 再興院展100年記念 速水御舟 -日本美術院の精鋭たち-（山種美術館） - ナレーター
  - クレラー＝ミュラー美術館所蔵作品を中心に 印象派を超えて -点描の画家たち ゴッホ、スーラからモンドリアンまで-（国立新美術館、2013年 / 広島県立美術館、愛知県美術館、福岡県立美術館、2014年） - 画家の言葉
  - カイユボット展 -都市の印象派-（ブリヂストン美術館） - ナビゲーター
  - 小林古径生誕130年記念 古径と土牛（山種美術館） - ナレーター

- 2014年
  - 大浮世絵展（江戸東京博物館、名古屋市博物館、山口県立美術館） - ナレーター
  - 富士山世界文化遺産登録記念 富士と桜と春の花（山種美術館） - ナレーター
  - 開山・栄西禅師 800年遠忌 特別展「栄西と建仁寺」（東京国立博物館 平成館） - 作品解説
  - 水の音 -広重から千住博まで-（山種美術館） - ナレーター
  - メトロポリタン美術館 古代エジプト展 女王と女神（東京都美術館、神戸市立博物館） - 作品解説
  - 輝ける金と銀 -琳派から加山又造まで-（山種美術館） - ナレーター
  - 高野山開創1200年記念 高野山の名宝（サントリー美術館、2014年 / あべのハルカス美術館、2015年） - 作品解説
  - 「ヒカリ展」（国立科学博物館） - 作品解説
  - 没後15年記念 東山魁夷と日本の四季（山種美術館） - ナレーター

- 2015年
  - 花と鳥の万華鏡 春草 -御舟の花、栖鳳・松篁の鳥-（山種美術館） - ナレーター
  - ルーヴル美術館展 日常を描く -風俗画にみるヨーロッパ絵画の真髄-（国立新美術館、京都市博物館） - 一般版、ナレーター
  - 上村松園 生誕140年記念 松園と華麗なる女性画家たち（山種美術館） - ナレーター
  - 生誕130年記念 前田青邨と日本美術院 -大観・古径・御舟-（山種美術館） - ナレーター
  - クレオパトラとエジプトの王妃展（東京国立博物館 平成館、国立国際美術館） - 作品解説
  - 蔵王権現と修験の秘宝（三井記念美術館） - ナレーター
  - 琳派400年記念 琳派と秋の彩り（山種美術館） - ナレーター
  - 村上華岳 -京都画壇の画家たち-（山種美術館） - ナレーター

- 2016年
  - 没後100年 宮川香山（サントリー美術館、大阪市立東洋陶磁美術館、瀬戸市美術館） - ナレーター
  - 開館50周年記念特別展 奥村土牛 -画業ひとすじ100年のあゆみ-（山種美術館） - ナレーター
  - 開館50周年記念特別展 山種コレクション名品選I 江戸絵画への視線 -岩佐又兵衛から江戸琳派へ-（山種美術館） - ナレーター
  - 東山魁夷 自然と人、そして町（九州国立博物館、広島県立美術館） - ナレーター
  - 開館50周年記念特別展 山種コレクション名品選II 浮世絵 六大絵師の競演 -春信・清長・歌麿・写楽・北斎・広重-（山種美術館） - ナレーター
  - 「松島 瑞巌寺と伊達政宗」（三井記念美術館） - ナレーター
  - 開館50周年記念特別展 速水御舟の全貌 -日本画の破壊と創造-（山種美術館） - ナレーター
  - 拝啓 ルノワール先生 -梅原龍三郎が出会った西洋美術-（三菱一号館美術館、2016年 / あべのハルカス美術館、2017年） - ナレーター
  - 動き出す！絵画 ペール北山の夢 -モネ、ゴッホ、ピカソらと大正の若き洋画家たち-（和歌山県立近代美術館） - 北山清太郎 役
  - 国立劇場開場50周年記念 日本の伝統芸能展（三井記念美術館） - ナレーター
  - 開館50周年記念特別展 山種コレクション名品選III 日本画の教科書 京都編 -栖鳳、松園から竹喬、平八郎へ-（山種美術館） - ナレーター

- 2017年
  - 開館50周年記念特別展 山種コレクション名品選IV 日本画の教科書 東京編 -大観、春草から土牛、魁夷へ-（山種美術館） - ナレーター
  - 花 ＊ Flower ＊ 華 -琳派から現代へ-（山種美術館） - ナレーター
  - 没後50年記念 川端龍子 -超ド級の日本画-（山種美術館） - ナレーター
  - 企画展 上村松園 -美人画の精華-（山種美術館） - ナレーター
  - 没後60年記念 川合玉堂 -四季・人々・自然-（山種美術館） - ナレーター
  - シャガール展 三次元の世界 〜キャンヴァスから飛び出す恋人や動物たち〜（名古屋市美術館、2017年 / 青森県立美術館、2018年） - ナレーター

- 2018年
  - 生誕150年記念 横山大観 -東京画壇の精鋭-（山種美術館） - ナレーター
  - 桜 さくら SAKURA 2018 -美術館でお花見！-（山種美術館） - ナレーター
  - 人体 -神秘への挑戦-（国立科学博物館） - 作品解説
  - 琳派 -俵屋宗達から田中一光へ-（山種美術館） - ナレーター
  - 水を描く -広重の雨、玉堂の清流、土牛のうずしお-（山種美術館） - ナレーター
  - 「仏像の姿（かたち）」〜微笑む・飾る・踊る〜（三井記念美術館） - ナレーター
  - 日本美術院創立120年記念 日本画の挑戦者たち　-大観・春草・古径・御舟-（山種美術館） - ナレーター
  - 特別展 皇室ゆかりの美術 -宮殿を彩った日本画家-（山種美術館） - ナレーター

- 2019年
  - 山種美術館広尾開館10周年記念特別展 生誕130年記念 奥村土牛（山種美術館） - ナレーター
  - トルコ文化年2019 トルコ至宝展 チューリップの宮殿 トプカプの美（国立新美術館、京都国立近代美術館） - 作品解説
  - 山種美術館広尾開館10周年記念特別展 花・Flower・華 -四季を彩る-（山種美術館） - ナレーター
  - 鎌倉禅林の美「円覚寺の至宝」（三井記念美術館） - ナレーター
  - 山種美術館広尾開館10周年記念特別展 生誕125年記念 速水御舟（山種美術館） - ナレーター
  - 山種美術館広尾開館10周年記念特別展 大観・春草・玉堂・龍子 -日本画のパイオニア-（山種美術館） - ナレーター
  - 茶の湯の銘碗「高麗茶碗」（三井記念美術館） - ナレーター
  - 山種美術館広尾開館10周年記念特別展 東山魁夷の青・奥田元宋の赤 -色で読み解く日本画-（山種美術館） - ナレーター

- 2020年
  - 山種美術館広尾開館10周年記念特別展 上村松園と美人画の世界（山種美術館） - ナレーター
  - 桜 さくら SAKURA 2020 -美術館でお花見！-（山種美術館） - ナレーター
  - 三菱一号館美術館開館10周年記念 1894 Visions ルドン、ロートレック展（三菱一号館美術館） - ナレーター

- 2021年
  - 渡辺省亭 -欧米を魅了した花鳥画-（東京藝術大学大学美術館） - ナレーター

- 2023年
  - 聖地 南山城 -奈良と京都を結ぶ祈りの至宝-（奈良国立博物館）、浄瑠璃寺九体阿弥陀修理完成記念 特別展「京都・南山城の仏像」（東京展、東京国立博物館 平成館） - 作品解説

### シリーズ一覧
1. ↑  第1期（1995年）、第2期（1996年 - 1997年）、第3期（1997年 - 1998年）
2. ↑  第1期（1998年 - 1999年）、第2期『V』（1999年）
3. ↑  第1期（2006年）、第2期『疾風伝』（2010年）
4. ↑  第1期（2007年）、第2期『破戒録篇』（2011年）
5. ↑  Webシリーズ（2023年）、『大忘年おたのしみ会2023』（2023年）
6. ↑  『'95』 - 『XIII』（1995年 - 2010年）、『'96 ネオジオコレクション』（1997年）、『KOF 京』（1998年）、『NEOWAVE』（2004年）、『'98 ULTIMATE MATCH』（2008年）、『2002 UNLIMITED MATCH』（2009年）、『KOF MI』シリーズ4作品